# Guildford Hockey Club
Guildford Hockey Club is een hockeyclub uit de Engelse plaats Godalming (Surrey).
De club werd opgericht in 1912 en speelt momenteel op een complex met twee kunstgrasvelden. De clubkleuren zijn bordeauxrood en wit. De club dames en de heren komen uit op het twee-na-hoogste niveau in Engeland. Door de bekerwinsten in 1978 en 1995 nam de club deel aan de Europacup-toernooien.

## Erelijst
- Engels bekerwinnaar: 1978, 1995, 2001

## Weblinks
- Website Guildford HC